# Matosinhos
Matosinhos, Matozinhos – miejscowość w Portugalii, leżąca w dystrykcie Porto, w regionie Północ w podregionie Grande Porto. Miejscowość jest siedzibą gminy o tej samej nazwie.

## Demografia
| Liczba ludności gminy Matosinhos (1801–2011) | Liczba ludności gminy Matosinhos (1801–2011) | Liczba ludności gminy Matosinhos (1801–2011) | Liczba ludności gminy Matosinhos (1801–2011) | Liczba ludności gminy Matosinhos (1801–2011) | Liczba ludności gminy Matosinhos (1801–2011) | Liczba ludności gminy Matosinhos (1801–2011) | Liczba ludności gminy Matosinhos (1801–2011) | Liczba ludności gminy Matosinhos (1801–2011) | Liczba ludności gminy Matosinhos (1801–2011) |
| -------------------------------------------- | -------------------------------------------- | -------------------------------------------- | -------------------------------------------- | -------------------------------------------- | -------------------------------------------- | -------------------------------------------- | -------------------------------------------- | -------------------------------------------- | -------------------------------------------- |
| 1801                                         | 1849                                         | 1900                                         | 1930                                         | 1960                                         | 1981                                         | 1991                                         | 2001                                         | 2004                                         | 2011                                         |
| 7 287                                        | 12 429                                       | 25 071                                       | 50 962                                       | 91 017                                       | 136 498                                      | 151 682                                      | 167 026                                      | 168 451                                      | 175 478                                      |

## Sołectwa
Sołectwa gminy Matosinhos (ludność wg stanu na 2011 r.)
- Custóias – 18 650 osób
- Guifões – 9495 osób
- Lavra – 10 033 osoby
- Leça da Palmeira – 18 502 osoby
- Leça do Balio – 17 571 osób
- Matosinhos – 30 984 osoby
- Perafita – 13 607 osób
- Santa Cruz do Bispo – 5767 osób
- São Mamede de Infesta – 23 122 osoby
- Senhora da Hora – 27 747 osób